# Theodor Steinle
Theodor Steinle (* 5. Juli 1775 in Ingolstadt; † 15. September 1824 ebenda) war ein deutscher Jurist und Kommunalpolitiker.

## Werdegang
Steinle war ab 1818 als I. Rechtsrat tätig. 1822 wurde er zum Rechtskundigen Bürgermeister von Ingolstadt ernannt. Er blieb bis zu seinem Tod im Herbst 1824 im Amt.